# Аух
Ау́х, (самоназв.), Око́х, Око́цкая земля (экзотопонимы) — историческая область расселения ауховцев в Терско-Сулакское междуречье, на территории современного Новолакского, Хасавюртовского, и Казбековского районов Северного Дагестана.

## Название
На сегодняшний день не известно исторических свидетельств о названии территории проживания чеченского субэтноса — чеченцев-ауховцев, кроме сообщаемого с XIX века русскоязычными документами имени Аух (рус. дореф. Аухъ). Однако, согласно мнению большинства исследователей-кавказоведов (напр. Е. Н. Кушевой, Н. Г. Волковой), эта историческая область фигурировала в документах Русского государства как русскоязычный экзотопоним Окоцкая земля ещё в XVI—XVII веках. Некоторые исследователи XX—XXI веков пробуют реконструировать нахское самоназвание этой исторической области, опираясь на устные свидетельства местных хранителей преданий и термины из нахских языков — Аренан-Акки, Аккийн Мохк, Овхойн Мохк.
Наиболее известное название территории — Аух — сегодня ещё не имеет однозначной этимологической трактовки. Среди исследователей нет единого мнения даже о языковом происхождении топонима — существуют версии его кумыкских, русских и, собственно, нахских корней.
По мнению Явуса Ахмадова этимология названия «Аух/Авхар/Овхой» скорее всего производна от диалектного «охьа/о1ха» — в значении «вниз к равнине», «равнинные».
По сообщениям Низам-ад-Дина Шами и Шереф-ад-Дина Али Йезди, Тимур после завоевания горных областей Симсима вернулся на плоскость, после чего и был совершен набег на «подножие горы Аухар». Поэтому маловероятно, что речь идёт в указом отрывке об Аварии, которое находится глубоко в горах. К тому же в персидских источниках область расселения аварцев обозначается термином Авир.
Во множественном числе к этому слову добавляется суффикс -лар — «Аухлар». В персидском же языке для множественного числа применяется другой суффикс — ар, что дает — «Аух-ар». Следовательно, гора Аухар имеет отношение не к аварцам, а к чеченцам-ауховцам. Почти все старинные ауховские сёла имеют названия, включавшие в себя слово «Аух» — Юрт-Аух, Акташ-Аух, Ярыксу-Аух, Кошен-Аух и другие.

## История
По сведениям кавказоведа Н. Г. Волковой, переселение аккинцев на восток произошло не позже XVI века. Предположительно это переселение происходило в несколько этапов, причем часть аккинцев осела в районе низовьев Аргуна. Подобный характер движения отразился также и в исторических преданиях, указывающих как на промежуточную область их обитания район реки Мичика. В русских документах XVII века аккинцев проживали во владении Ших-мурзы Окоцкого, а также в русской крепости Терки (куда они частью переселились в конце XVI в., после убийства Ших-мурзы кумыкским князем). Владение Ших-мурзы Окоцкого располагалось, как сообщают источники XVI в., в двух днях пешего пути от Суншина городища. Однако определить точное местоположение его не представляется возможным. До 40-х годов XIX в. в низовье реки Аргун существовало село Шах-мурзы, местоположение данного селения примерно соответствует расстоянию в два дня пути пешком от устья Сунжи. В челобитной Ших-мурзы Окуцкого, рассказывающей о его заслугах перед русским царем, сообщается, что Ших-мурза водил русские посольства через «Железные врата», что может соответствовать Аргунскому ущелью, в источниках первой половины XIX века нередко называвшийся «Железными воротами».
По поводу происхождения аккинцев известный историк и этнограф Умалат Лаудаев писал: «Ауховцы называются аккий; название это они получили от того, что, живя прежде в Аргунском округе, составляли тейп из аккинской фамилии. Скудные земли, принадлежащие этому тейпу, заставили половину этой фамилии переселиться в Аух, где кумыки и русские их называли ауховцами; сами же они для себя, как и для чеченцев, удержали название первобытной фамилии Аккий, то есть выходцев из Акки».
Аух называли и называют акинцев-чеченцев кумыки. Название «восходит к наименованию одного из гуннских племен Северного Кавказа аугар-авгар (VI в.). Данный этноним отложился в топонимах «Акташ-Аух», «Кишень-Аух», «Юрт-Аух», «Яман-су-Аух» (ныне — в Казбековском и Новолакском районах РД).
По сообщениям А. М. Буцковского:
«Аухи, так называются поселившиеся на землях кумыцких около вершин рек Агташа и Ярухсу карабулакские и частию чеченские выходцы, кои кумыкам дань платят баранами и в обязанности давать вспомогательных воинов».
По сведениям современных чеченских исследователей, о более раннем заселении говорит средневековое наименование самого старого ауховского аула — Ширча-Эвла/Ширча-Юрт, название которого в переводе означает «Старое поселение». Чеченский исследователь-краевед, педагог и народный поэт А. С. Сулейманов утверждал, что, согласно полевым материалам, наряду с селением Пхарчхошка, средневековый аул Ширча-Юрт был древнейшим поселением ауховцев. В результате роста населения именно отсюда ауховцы расселились в район рек Сулака (чечен. Гӏой-хи), Терека и вплоть до берега Каспийского моря.
В XVI—XVIII веках Ширча-Юрт оставался одним из крупнейших ауховских поселений в предгорной части от Сулака до Аксая. Согласно чеченскому учёному к.и.н. А. А. Адилсултанову, уже в этот период аул Ширча-Эвла имел смешанный тайповый состав.
Упоминания о Ширча-Эвла, как о крупном населённом пункте, под названием Старый Окох, в русских документах встречаются в XVII—XVII вв..
По преданию самих ауховцев, часть лам-кристов вышла из Аки-лам и двинулась на восток; причиной стало то, что им от перенаселённости жить там стало тесно. Ауховцы прошли мимо рек Аргуна и Аксая, реки эти ауховцам не понравились; и, наконец, они пришли в место, где ныне расположен аул Юрт-Аух, где сливаются реки Акташ и Саласу. Согласно преданию, первыми поселенцами здесь были представители тайпов парчхой (пешхой) и цечой. Когда ауховцы прибыли сюда, поблизости стоял только один хутор Анди. Других населённых пунктов не было».
Предания ауховцев сообщают о древности заселения ауховцами мест нынешнего их расположения. Так, одно из преданий свидетельствует о том, что ауховцы населяли Аух ещё во время нашествия Тамерлана Хромого, которого ауховцы называют «Астах-Темар» (Хромой Тамерлан), а нашествие Тамерлана называют «Iажмӏажой бӏо». В Аухе существует ров, согласно преданию вырытый якобы Тамерланом, — «Астах-Темар ор».
По утверждениям современных чеченских исследователей, в XV и XVI веках по левому берегу реки Сулак и до самого Каспийского моря жили чеченские этнические общества. Жители Алкхач-Юрта отправлялись на сезонные работы и промыслы, в поисках добычи и трофеев они добирались до берегов Каспийского моря, где жили охотники и рыболовы ауховцы.
Эти утверждения основаны, в том числе, на легенде о приглашении для решения между чеченцами поземельных споров представителя Шамхала Тарковского и о постепенном захвате кумыками земель Качкалыка (учитывая то, что аул Аксай, местопребывание представителя, располагался на правом берегу реки, а, по преданию, чеченцы взяли обещание с кумыков не переправятся через реку, «исподволь были захвачены» земли по левому берегу реки т. н. Качкалыковская равнина).
По мнению майора Властова, легенды о «передаче чеченцами земель по ту сторону Аксая кумыкам, пришедшим судьями по приглашению» есть «рассказ, выдуманный народной гордостью» вследствие земельных споров с кумыками. Он предположил, что, возможно, чеченцы платили дань вследствие завоевания либо поселились на землях шамхала Тарковского «под условленными обязательствами». В дальнейшем Властов, резюмируя, высказывает предположение о том, что кумыки являются древнейшими обитателями плоскости между Сулаком и Тереком, а чеченцы поселились на этих землях на правах арендаторов.
Географ, этнограф, артиллерист и российский военный деятель Густав Гербер, в 1728 году, составивший карту Каспийского побережья, писал о том, что чеченцы прежде были расселены до Каспийского моря. Эту версию подтвердил в 1785 году историк Михаил Чулков.
Густав Гербер писал следующее:

…Жилища чеченцев простирались раньше от гор, недалеко от Эндери находящихся, до самого Каспийского моря, но поскольку они гребенским и донским казакам отогнанием скота и лошадей много вреда причиняли, то в I718 году командированы были на них несколько тысяч донских казаков, которые всю их землю опустошили и многих порубили. А прочие опять в горах построились и в 1722 году российскими подданными учинились. Ими управляют некоторые старшины, которые прежде от шамхала, а не от Персии зависели. Доходы от этой земли собирал потому же шамхал, однако они состояли в малом числе овец и другого скота, так что государству от этой земли почти никакой пользы нет. Теперь питаются они скотоводством, говорят по-татарски, в вере последуют суннитской секте.

Я. Штелин в «Географическом месяцеслове на 1772 год» опубликовал заметку «Описание Черкесии», один из разделов её посвящен «Кумыцкой, или Чеченской земле», где, в частности, сообщается 

Чеченцы имеют над собой особого хана из поколения Али-Солтана. Карабулаки состоят под княжеской фамилией Алдамир и под кабардинским князем Девлет-Гиреем, который живёт в Гребенчуке. Местом впадения Сунжи в Терек владеет князь Такмазов и его братья. Атихизы и мичкизы принадлежат княжеской фамилии Каплан. По ту сторону Аксая лежат земли княжеских фамилий Алима и Темиргамзии, которые, как и тавлинцы, больше в союзе с дагестанцами, чем с кабадинцами, и признают над собой персидское начальство. Впрочем, это народ грубый и склонный к грабежу. Это кочевые народы, которые больше 23 лет не живут на одном месте…— Кавказ: европейские дневники XIII–XVIII веков / Сост. В. Аталиков. - Нальчик: Издательство М. и В. Котляровых, 2010. 304 с. apsnyteka.org. Дата обращения: 20 октября 2020.
Также о чеченцах, которые пристают к морю для ловли рыбы, пишет немецкий путешественник и натуралист на русской службе Готлиб Гмелин, побывавший на побережье Каспийского моря и на острове Чечень до 1774 года, он же связывал название острова Чечень с этнонимом чеченцы. Доктор географических наук Евгений Михайлович Поспелов также подтверждает связь названия острова с чеченским этносом, а историк Дмитрий Ровинский делает следующее замечание об острове «Чеченъ», лежащем «против обиталища Чеченцев». Гмелин писал следующее:
Десятого числа по утру в седьмом часу выехали мы уже на семь саженей глубины и около полудня увидали остров Чечень. Он наименование своё получил от живущих в горах Чеченцев, кои пристают к оному для ловления рыбы...Самуил Готлиб Гмелин
Баларамберг в 1832 году указал на ключевой ареал расселения ауховцев:
Ауховцы живут западнее качкаликцев, на речушке Яраксу, которая берёт начало с хребта Гумик-Лама. Их территория гориста, покрыта лесом.
Вот их главные поселения: Зандак, Хасса-Мекант, Учели, Даттах, Алик, Кейшен-аух, Яраксу-аух, Алти-Мурза и Хаш-Гирей. Все эти поселения расположены на Яраксу.
Народонаселение этих племен достигает 14000 душ, из которых 2000 человек -- воины.
Между ауховцами и кумыками происходил длительный этнический обмен: среди ауховцев немало тех, кто ведёт происхождение от кумыков, и наоборот среди кумыков. Ауховский диалект претерпел изменения в лексике и фонетике под влиянием кумыкского и ногайского языков.
В 1818 году генерал Ермолов совершил ряд экспедиций в Ауховскую Чечню. О результатах этих экспедиций В. Потто сообщает, следующее: «…Кумыкская плоскость в несколько дней была совершенно очищена от чеченцев».

### 1817—1864 гг.
В период Кавказской войны (1817—1864 годы) эта область вошла в состав теократического государства Северо-Кавказский имамат, а часть аккинцев присоединилась к лидеру имамата — Шамилю.

### 1870—1900 гг.
После образования Дагестанской и Терской областей Аух вошёл в состав Кумыкского округа Терской области, переименованного через некоторое время в Хасавюртовский округ. В 1885 жители Ярыксу-Аух и Кишень-Аух Хасав-Юртовского округа обратились с просьбой быть причисленными к Грозненскому или Веденскому округам, но администрация эти сёла оставила в составе Хасавюртовского округа. В конце 70-х годов вся южная часть Хасавюртовского округа, от Герзель-аула до Эндирея, была заселена чеченцами. С 1870 по 1877 году количество чеченцев в регионе увеличилось с 5912 ауховцев до 14 тысяч чеченцев и продолжило возрастать до 18 128 в 1897 году.

### 1921—1956 гг.
Образование в 1921 году Горской АССР поставило вопрос о судьбе Хасав-Юртовского округа, входившего до революции в состав Терской области. В округе проживали две основные национальности — кумыки и чеченцы. В марте 1921 г., когда стало очевидным стремление кумыков присоединиться к Дагестанской АССР, а чеченцев-ауховцев — к Горской АССР (в составе которой и Чечня), возникла проблема раздела Хасав-Юртовского округа между двумя соседними автономиями: Дагестанской и Горской. Однако этот вариант категорически не устраивал чеченцев-ауховцев. В результате съезд ауховцев, не приняв определенного решения по вопросу о присоединении к Горской  или к Дагестанской АССР, ограничился требованием  ауховцев в любом случае сохранить Хасав-Юртовский округ в качестве отдельной административной единицы. Это было истолковано Хасав-Юртовским ревкомом как желание ауховцев остаться в Хасав-Юртовском округе в составе Дагестанской АССР. Такую трактовку фактически поддержал и командующий Кавказской Трудовой Армией В. С. Муромцев, возглавлявший комиссию по установлению границ между Дагестаном и Горской АССР. Заявление ауховской делегации, сделанное 12 апреля 1921 городе во Владикавказе, о желании присоединиться к Горской АССР, было проигнорировано. Присоединение Хасав-Юртовского округа к Дагестану окончательно было закреплено в сентябре 1921 г..
По другой версии, причиной вхождения стала боязнь ауховцев потерять свои зимние пастбища на территории нынешнего Хасавюртовского района.
В 1943 году на территории Ауха был создан Ауховский район.
В 1944 году чеченцы-ауховцы были депортированы в Среднюю Азию, а район их исторического проживания был переименован в Новолакский район и заселён лакцами. Селения Юрт-Аух и Акташ-Аух переданы в состав Казбековского района и заселены аварцами.
В 1956 году чеченцы (в том числе и ауховцы) стали возвращаться на историческую родину.

## Историческая фальсификация
[нейтральность?]
Известный российский этнолог и антрополог В. А. Шнирельман в одной из своих работ рассматривает «мифическую» концепцию, согласно которой Терско-Сулакское междуречье является неотъемлемой частью древних чеченских земель. Эта концепция легла в основу стремлений Чечни к территориальной экспансии на территорию Дагестана с целью получения выхода к Каспийскому морю. Концепция начала складываться во 2-й половине 1980-х годов когда некоторые чеченские историки начали пересматривать историю заселения чеченцами-акинцами дагестанских земель. С этого времени у чеченских историков наблюдалось стремление удревнить дату начала переселения на равнину (официально признанная — вторая половина XVI века) и преувеличить роль своих предков в местной средневековой истории. Первым на этот путь встал Х. А. Хизриев, утверждавший, что вайнахи проживали на данной территории ещё в раннем средневековье. Ссылался он при этом на археолога А. В. Гадло и его работу по раскопкам городища «Хазар-Кала». Но при рассмотрении этой работы выяснилось, что Гадло в своей работе о вайнахах даже не упоминал, а речь в ней идет о позднесарматском ираноязычном населении, которое в 500-е годы н. э. сменилось тюркскими кочевниками. Затем историк Я. З. Ахмадов принялся преувеличивать политическую роль чеченцев на северо-западе Дагестана, при этом его взгляды со временем менялись: сначала он признавал Эндиреевское княжество кумыкским владением с оговоркой, что в войске князя Султан-Мута были вайнахи и что чеченцы составляли часть подвластного ему населения, но позже он уже заявлял, что до появления Султан-Мута вся земля от «Дарьяла до Дербента» принадлежала вайнахскому князю Ших-Мурзе Окоцкому.
В начале 1990-х годов А. Адилсултанов обнародовал некую «хронику-рукопись Ибрагимова-Магомедова» якобы хранившуюся у местного акинского населения. Некритически используя данные археологии и весьма неопределенные сообщения античных авторов, он пытался доказать, что предки вайнахов обитали на плоскости с глубочайшей древности. Иные подходы он отметал как искажающие историческую действительность по идеологическим причинам. Ссылаясь на «хронику-рукопись» он доказывал, что в XVI—XVIII вв. чеченцы занимали всю северную часть Дагестана вплоть до Каспийского моря, где использовали рыболовецкие угодья о. Чечень. И если Ахмадов ещё допускал двухкомпонентный кумыкско-чеченский состав населения Окоцкой земли, то Адилсултанов кумыков не упоминал вовсе и «рисовал» сообщество чеченцев одним из могущественных политических образований в позднесредневековом Дагестане. Эта версия истории принята в качестве достоверно установленного факта в официальных изданиях и обобщающих трудах чеченских историков.
Под эту версию истории переиздаются книги, так дважды уже после смерти автора, был переиздан труд чеченского краеведа А. Сулейманова «Топонимия Чечено-Ингушетии» — под названием «Топонимия Чечни», который был дополнен «территорией Терско-Сулакского междуречья», отсутствующей в первом авторском издании. В преамбуле к главе «о территории Терско-Сулакского междуречья», говорится, что она написана по полевым материалам И. Исмаилова и А. Адилсултанова.
Вместе с тем, некоторые из источников, среди которых и русские путешественники, указывают на то, что чеченцы занимали обширные территории вплоть до побережья Каспия до того, как на них были командированы войска «за отгон скота».

## Тайпы
Тайповый состав Ауха:
| 1. Аккой (чечен. Iаккой), 2. Акхшой (чечен. Акхшой), 3. Аллерой (чечен. Iаларой), 4. Барчхой (чечен. Барчхой), 5. Беной (чечен. Беной), 6. Билтой (чечен. Билтой), 7. Боной (чечен. Боной), 8. Вяппий (чечен. Ваьппий), 9. Гулой (чечен. Гӏулой), 10. Гендаргной (чечен. Гендаргной), 11. Жевой (чечен. Жевой), 12. Зандакой (чечен. Зандакъой), 13. Зогой (чечен. Зӏогой), 14. Кхархой (чечен. Кхархой), 15. Кевой (чечен. Кевой), 16. Курчалой (чечен. Курчалой), 17. Къовстой (чечен. Къовстой), 18. Мержой (чечен. Мержой), 19. Меркхой (чечен. Меркхой), | 1. Ноккхой (чечен. Ноккхой), 2. Овршой (чечен. Овршой), 3. Гордалой (чечен. ГӀордалой), 4. Пхарчхой (чечен. Пхьарчахой), 5. Таркхой (чечен. Таркхой), 6. Хиндахой (чечен. Хӏиндахой), 7. Цечой (чечен. Цӏечой), 8. Цонтарой (чечен. Цӏоьнтарой), 9. Чентий (чечен. Чӏентий), 10. Чонтой (чечен. Чонтой), 11. Чхарой (чечен. Чхарой), 12. Шарой (чечен. Шарой), 13. Шербалой (чечен. Шербалой), 14. Шинрой (чечен. Шинрой), 15. Ширдий/ширдой (чечен. Ширдой). и другие. |

## Населённые пункты
По Кавказскому календарю за 1860 год Ауховское чеченское общество занимало верховья рек Акташ, Ярык-су и Яман-су. Там же перечислены населённые пункты входившие в состав этого общества. Населённые пункты перечислены по отношению к берегам рек:
- левый берег реки Яман-су: Гурже-Могк, Занда-Кора, Гендырген, Рагвенет-Аджи-Юрт, Буртан-Юрт, Карасу-Отар, Булк-Отар, Беркихан-Отар, Алхан-Отар, Аташ-Отар, Сагандык-Отар, Рагунгаж и Балятли; здесь же располагались разоренные в 1840-м году — Джантемир-Юрт, Буне-Юрт, Арсенек-Юрт, а также разорённый в феврале 1850 года Сатый-Юрт.
- правый берег реки Яман-су: Датах, Гулай-Отар, Аухва-Отар, Дурмамат-Отар, Бейтемир-Отар, Гапука-Мулла-Отар, Оразой-Отар, Давлет-Бий-Отар, Арслан-Гирей-Отар, Булай-Юрт, Аджи-Отар, Саибалат-Отар, Озен-Отар, Магомет-Отар, Нуркей-Отар, Кайтука-Отар, Коша-Отар, Мамуш-отар.
- левый берег реки Ярык-су: Виси-Ирзау, Байкиш-Отар, Абдуразан-Отар, Байговат-Отар, Ханбатыр-Отар, Маган-Отар, Султан-Бек-Отар; здесь же располагались разорённые в 1840 году Кишень-Аух и Ярык-Су-Аух, а также разорённые в феврале 1850 года Марцык-Юрт и Мустафа-Отар.
- правый берег реки Ярык-су: Шараин (Шерик), Мижгора (Мажар), Байтерек, Зандак, Хасанбек-Кент, Джахов-отар, Ауртай-Отар.
- река Акташ: Аухва-Отар, Виси-Отар, Джамбек-Отар.